# 第一測範製作所
株式会社第一測範製作所（だいいちそくはんせいさくしょ、英称:DAI-ICHI SOKUHAN WORKS CO. ）は、新潟県小千谷市に本社を置き、ゲージ･計測機器･ボールねじの製造、販売を行う企業。

## 沿革
- 1944年（昭和19年）3月 - 小千谷航空精機株式会社で創立。
  - 7月 - 操業開始。
- 1945年（昭和20年）9月 - 小千谷産業株式会社に改称。
- 1948年（昭和23年）1月 - 株式会社第一測範製作所に改称。
- 1979年（昭和54年）6月 - 韓国城南市に合弁会社（株）韓国一測を設立。
- 2008年（平成20年）3月 - 中国上海市に販売子会社一測（上海）精密測量儀器貿易有限公司を設立。

## 事業所
- 本社･工場 新潟県小千谷市大字坪野826-2
- 東京営業所 東京都台東区東上野2-13-12M&Mビル7F
- 名古屋営業所 愛知県名古屋市中区金山2-14-1司ビル3F
- 大阪営業所 大阪府大阪市西区西本町2-5-28コスモ西本町ビル4F
- 北陸営業所 富山県富山市清水元町1-18桑島ビル1F
- 九州営業所 福岡県福岡市中央区地行4-3-13アルテハイム地行101号室